# Pachnobia ampla
Pachnobia ampla là một loài bướm đêm trong họ Noctuidae.